# محمد بن عبد الحق
أبو معرف محمد بن عبد الحق بن محيو ابن الأمير أبي بكر بن حمامة بن محمد بن وزرير، بن فجوس، بن جرماط، بن مرين الزناتي المريني .
أمه النوار بنت تاصليت الونجاسنى وهو شقيق عثمان بن عبد الحق .

## مبايعته
كما جاء في كتاب الذخيرة السنية في تاريخ الدولة المرينية لعلي ابن أبي زرع الفاسي :
لما توفي أخوه عثمان اجتمع أشياخ مرين إلى أخيه محمد بن عبد الحق وبايعوه عن القيام بأمرهم والسمع و الطاعة له على أن يحاربوا من حارب ويسالموا من سالم، فالستقام له أمرهم وسار فيهم بسيرة أخيه وأهتدا بهديه وفتح كثيرا من جبال المغرب و قلاعه المنيعة، وكان بطلا شجاعا شهما كثير الغارات على أعدائه حسن السياسة و التدبير والمداراة ...

## صفته
أبيض اللون كما جاء في كتاب روضة النسرين في دولة بني مرين

## حاله
حاله كما جاء في كتاب الذخيرة السنية في تاريخ الدولة المرينية لعلي ابن أبي زرع الفاسي :
و كان الأمير محمد بن عبد الحق مبارك الإمارة ميمون النقيبة ذا عقل وفهم و صدق ووفاء و كرم عجيب ورأي سديد، إذا وعد وفا، وإذا قال فعل وإذا اعطا اغنا، وإذا صال أفنا، وإذا وجد الفرصة إنتهزها ... و لم يزل يحارب جيوش الموحدين فيرجعوا عنه خاسرين ....

## وفاته
قتل في المعترك بموضع من أحواز فاس يوم الخميس 9 جمادى الأخرى سنة 642 هـ و له 42 سنة، كانت إمارته 4 سنين و 6 أشهر رحمه الله .